# Сельское поселение «Засопкинское»
Се́льское поселе́ние «Засопкинское» — муниципальное образование в Читинском районе Забайкальского края Российской Федерации.
Административный центр — село Засопка.

## История
Статус и границы сельского поселения установлены Законом Читинской области от 19 мая 2004 года «Об установлении границ, наименований вновь образованных муниципальных образований и наделении их статусом сельского, городского поселения в Читинской области»

## Население
| 2010  | 2011  | 2012  | 2013  | 2014  | 2015  | 2016  |
| ----- | ----- | ----- | ----- | ----- | ----- | ----- |
| 3599  | ↗3621 | ↗3680 | ↗3784 | ↗3844 | ↗4016 | ↗4258 |
| 2017  | 2018  | 2019  | 2020  | 2021  |       |       |
| ↗4508 | ↗4746 | ↗5003 | ↗5332 | ↗5504 |       |       |

## Состав сельского поселения
| № | Населённый пункт | Тип населённого пункта       | Население |
| - | ---------------- | ---------------------------- | --------- |
| 1 | Засопка          | село, административный центр | ↗5504     |